# Chyleniec
Chyleniec (prononciation [ xɨˈlɛɲɛt͡s]) est un village de la gmina de Łyszkowice, du powiat de Łowicz, dans la voïvodie de Łódź, situé dans le centre de la Pologne.
Il se situe à environ 12 kilomètres au sud de Nieborów (siège de la gmina), 13 kilomètres au sud-est de Łowicz (siège du powiat) et 51 kilomètres au nord-est de Łódź (capitale de la voïvodie).

## Administration
De 1975 à 1998, le village était attaché administrativement à l'ancienne voïvodie de Skierniewice.

Depuis 1999, il fait partie de la nouvelle voïvodie de Łódź.